# 구니나카촌 (돗토리현)
구니나카촌(国中村)은 돗토리현에 있던 촌이다.

## 역사
- 1889년 10월 1일 - 정촌제 시행에 의해 지즈군 구니나카촌이 성립하였다.
- 1896년 4월 1일 - 군제 시행에 의해 야카미군, 핫토군, 지즈군이 합병해 야즈군이 성립하여, 야즈군 구니나카촌이 되었다.
- 1953년 5월 5일 - 고게정 (초대), 오미카도촌, 시모키사이치촌과 합병해 새로운 고게정이 성립하여, 동일 구니나카촌은 폐지되었다.

## 교통

### 철도
- 일본국유철도
  - 인비선